# ギブソン糸状虫
ギブソン糸状虫（ギブソンしじょうちゅう、学名：Onchocerca gibsoni）とは、ウシの胸部、後肢の外面などの皮下組織に虫巣を形成して寄生する線虫の1種。体長は♂3.0-5.3cm、♀14.0-50.0cm、中間宿主はヌカカ、蚊、ブユ。ミクロフィラリアは無鞘で、体長は220-350μmである。